# Kim Jong-hwa
Kim Jong-hwa, född 23 juni 1970, är en nordkoreansk bågskytt. Hon deltog vid olympiska sommarspelen 1992.